# Football aux Jeux olympiques d'été de 1968
Navigation
Tokyo 1964 Munich 1972
Cet article présente les résultats ainsi que diverses informations sur les principaux matchs de football aux Jeux olympiques d'été de 1968.

## Palmarès
| Epreuve           | Or:     | Argent:  | Bronze: |
| Football masculin | Hongrie | Bulgarie | Japon   |

## Médaillés
| Gold | Silver | Bronze |
| Hongrie | Bulgarie | Japon |
| István Básti Antal Dunai Lajos Dunai Ernő Noskó Dezső Novák Károly Fatér László Fazekas István Juhász László Keglovich Lajos Kocsis Iván Menczel László Nagy Miklós Páncsics István Sárközi Lajos Szűcs Zoltan Szarka Miklós Szalay | Stoyan Yordanov Atanas Gerov Georgi Hristakiev Milko Gaydarski Kiril Ivkov Ivaylo Georgiev Tsvetan Veselinov Evgeni Yanchovski Petar Jekov Atanas Mikhaïlov Asparuh Nikodimov Kiril Stankov Georgi Tsvetkov Todor Krastev Yancho Dimitrov Ivan Zafirov Mihail Gyonin Georgi Vasilev | Kenzo Yokoyama Hiroshi Katayama Masakatsu Miyamoto Yoshitada Yamaguchi Mitsuo Kamata Ryozo Suzuki Kiyoshi Tomizawa Takaji Mori Aritatsu Ogi Eizo Yuguchi Shigeo Yaegashi Teruki Miyamoto Masashi Watanabe Yasuyuki Kuwahara Kunishige Kamamoto Ikuo Matsumoto Ryuichi Sugiyama Masahiro Hamazaki |

## Premier tour

### Groupe A
|   | Equipe   | Pts | J | G | N | P | Bp | Bc | Diff |
| - | -------- | --- | - | - | - | - | -- | -- | ---- |
| 1 | France   | 4   | 3 | 2 | 0 | 1 | 8  | 4  | +4   |
| 2 | Mexique  | 4   | 3 | 2 | 0 | 1 | 6  | 4  | +2   |
| 3 | Colombie | 2   | 3 | 1 | 0 | 2 | 4  | 5  | −1   |
| 4 | Guinée   | 2   | 3 | 1 | 0 | 2 | 4  | 9  | −5   |

1re journée
| 13 octobre | Mexique    | 1 – 0 | Colombie | Stade Azteca, Mexico Affluence = Arbitre = István Zsolt (HUN) |  |
| 12:00      | Estrada 6e |       |          |                                                               |  |
| 12:00      | Rapport    |       |          |                                                               |  |

| 13 octobre | France                                     | 3 – 1 | Guinée     | Estadio Cuauhtémoc, Puebla Affluence = Arbitre = Milivoje Gugulović (YUG) |  |
| 12:00      | Hallet 61e · Horlaville 64e · Périgaud 70e |       | Camara 79e |                                                                           |  |
| 12:00      | Rapport                                    |       |            |                                                                           |  |

2e journée
| 15 octobre | Guinée                     | 3 – 2 | Colombie                 | Estadio Cuauhtémoc, Puebla Affluence = Arbitre = Dimitar Rumentchev (BUL) |  |
| 12:00      | Ndongo 26e · Bouya 58e 84e |       | Santa 49e · Mosquera 66e |                                                                           |  |
| 12:00      | Rapport                    |       |                          |                                                                           |  |

| 15 octobre | France                                           | 4 – 1 | Mexique       | Stade Azteca, Mexico Affluence = Arbitre = Erwin Hieger (PER) |  |
| 12:00      | Case 20e 69e · Teamboueon 30e · Medina 36e (csc) |       | Victorino 26e |                                                               |  |
| 12:00      | Rapport                                          |       |               |                                                               |  |

3e journée
| 17 octobre | Mexique                                   | 4 – 0 | Guinée | Stade Azteca, Mexico Affluence = Arbitre = Suvaree Wanchai (THA) |  |
| 12:00      | Pereda 70e 85e · Pulido Rodríguez 86e 88e |       |        |                                                                  |  |
| 12:00      | Rapport                                   |       |        |                                                                  |  |

| 17 octobre | Colombie                         | 2 – 1 | France         | Estadio Cuauhtémoc, Puebla Affluence = Arbitre = Karol Galba (TCH) |  |
| 12:00      | Tamayo Hoyos 14e · Jaramillo 35e |       | Teamboueon 59e |                                                                    |  |
| 12:00      | Rapport                          |       |                |                                                                    |  |

### Groupe B
|   | Equipe  | Pts | J | G | N | P | Bp | Bc | Diff |
| - | ------- | --- | - | - | - | - | -- | -- | ---- |
| 1 | Espagne | 5   | 3 | 2 | 1 | 0 | 4  | 0  | +4   |
| 2 | Japon   | 4   | 3 | 1 | 2 | 0 | 4  | 2  | +2   |
| 3 | Brésil  | 2   | 3 | 0 | 2 | 1 | 4  | 5  | −1   |
| 4 | Nigeria | 1   | 3 | 0 | 1 | 2 | 4  | 9  | −5   |

1re journée
| 14 octobre | Espagne       | 1 – 0 | Brésil | Stade Azteca, Mexico Affluence = Arbitre = Abraham Klein (ISR) |  |
| 12:00      | Fernández 77e |       |        |                                                                |  |
| 12:00      | Rapport       |       |        |                                                                |  |

| 14 octobre | Japon                | 3 – 1 | Nigeria   | Estadio Cuauhtémoc, Puebla Affluence = Arbitre = Ramón Sagastume Mármol (SLV) |  |
| 12:00      | Kamamoto 24e 72e 89e |       | Okoye 33e |                                                                               |  |
| 12:00      | Rapport              |       |           |                                                                               |  |

2e journée
| 16 octobre | Espagne                     | 3 – 0 | Nigeria | Stade Azteca, Mexico Affluence = Arbitre = Augusto Robles (GUI) |  |
| 12:00      | Ortuño 27e · Grande 52e 69e |       |         |                                                                 |  |
| 12:00      | Rapport                     |       |         |                                                                 |  |

| 16 octobre | Brésil     | 1 – 1 | Japon        | Estadio Cuauhtémoc, Puebla Affluence = Arbitre = George Lamptey (GHA) |  |
| 12:00      | Ferreti 9e |       | Watanabe 83e |                                                                       |  |
| 12:00      | Rapport    |       |              |                                                                       |  |

3e journée
| 18 octobre | Brésil                                       | 3 – 3 | Nigeria                       | Estadio Cuauhtémoc, Puebla Affluence = Arbitre = Seyoum Tarekegn (ETH) |  |
| 12:00      | Ferreti 50e · Olumodeji 59e (csc) · Tião 65e |       | Olayombo 10e 41e · Anieke 19e |                                                                        |  |
| 12:00      | Rapport                                      |       |                               |                                                                        |  |

| 18 octobre | Espagne | 0 – 0 | Japon | Stade Azteca, Mexico Affluence = Arbitre = Erwin Hieger (PER) |
| 12:00      |         |       |       |                                                               |
|            | Rapport |       |       |                                                               |

### Groupe C
Le Ghana remplace le Maroc, qui refuse de jouer contre Israël et déclare donc forfait.
|   | Equipe        | Pts | J | G | N | P | Bp | Bc | Diff |
| - | ------------- | --- | - | - | - | - | -- | -- | ---- |
| 1 | Hongrie       | 5   | 3 | 2 | 1 | 0 | 8  | 2  | +6   |
| 2 | Israël        | 4   | 3 | 2 | 0 | 1 | 8  | 6  | +2   |
| 3 | Ghana         | 2   | 3 | 0 | 2 | 1 | 6  | 8  | −2   |
| 4 | Salvador (en) | 1   | 3 | 0 | 1 | 2 | 2  | 8  | −6   |

1re journée
| 13 octobre | Israël                                   | 5 – 3 | Ghana                     | Estadio Nou Camp, León Affluence = Arbitre = Michel Kitabdjian (FRA) |  |
| 12:00      | Spiegel 11e 75e · Feigenbaum 16e 30e 70e |       | Jabir 18e 79e · Amosa 35e |                                                                      |  |
| 12:00      | Rapport                                  |       |                           |                                                                      |  |

| 13 octobre | Hongrie                                                | 4 – 0 | Salvador (en) | Stade Jalisco, Guadalajara Affluence = Arbitre = Diego De Leo (MEX) |  |
| 12:00      | Menczel 19e · A. Dunai 47e · Fazekas 51e · Sárközi 68e |       |               |                                                                     |  |
| 12:00      | Rapport                                                |       |               |                                                                     |  |

2e journée
| 15 octobre | Hongrie                    | 2 – 2 | Ghana                    | Stade Jalisco, Guadalajara Affluence = Arbitre = Yoshiyuki Maruyama (JPN) |  |
| 12:00      | A. Dunai 15e · Menczel 17e |       | Sunday 12e · Sampene 33e |                                                                           |  |
| 12:00      | Rapport                    |       |                          |                                                                           |  |

| 15 octobre | Israël                             | 3 – 1 | Salvador (en) | Estadio Nou Camp, León Affluence = Arbitre = Thompson Shakibudeen Badru (NGA) |  |
| 12:00      | Talbi 20e · Spiegler 44e · Bar 85e |       | Martínez 35e  |                                                                               |  |
| 12:00      | Rapport                            |       |               |                                                                               |  |

3e journée
| 17 octobre | Salvador (en) | 1 – 1 | Ghana    | Estadio Nou Camp, León Affluence = Arbitre = Mariano Medina Iglesias (ESP) |  |
| 12:00      | Rodríguez 42e |       | Kofi 55e |                                                                            |  |
| 12:00      | Rapport       |       |          |                                                                            |  |

| 17 octobre | Hongrie          | 2 – 0 | Israël | Stade Jalisco, Guadalajara Affluence = Arbitre = Arturo Yamasaki (PER) |  |
| 12:00      | A. Dunai 40e 75e |       |        |                                                                        |  |
| 12:00      | Rapport          |       |        |                                                                        |  |

### Groupe D
|   | Equipe          | Pts | J | G | N | P | Bp | Bc | Diff |
| - | --------------- | --- | - | - | - | - | -- | -- | ---- |
| 1 | Bulgarie        | 5   | 3 | 2 | 1 | 0 | 11 | 3  | +8   |
| 2 | Guatemala       | 4   | 3 | 2 | 0 | 1 | 6  | 3  | +3   |
| 3 | Tchécoslovaquie | 3   | 3 | 1 | 1 | 1 | 10 | 3  | +7   |
| 4 | Thaïlande (en)  | 0   | 3 | 0 | 0 | 3 | 1  | 19 | −18  |

1re journée
| 14 octobre | Guatemala   | 1 – 0 | Tchécoslovaquie | Stade Jalisco, Guadalajara Affluence = Arbitre = Romualdo Arppi Filho (BRA) |  |
| 12:00      | Stockes 28e |       |                 |                                                                             |  |
| 12:00      | Rapport     |       |                 |                                                                             |  |

| 14 octobre | Bulgarie                                                                             | 7 – 0 | Thaïlande (en) | Estadio Nou Camp, León Affluence = Arbitre = Guillermo Velasquez (COL) |  |
| 12:00      | Gyonin 25e · Jekov 55e · Mikhaïlov 56e 61e · Zafirov 73e · Nikodimov 85e · Ivkov 88e |       |                |                                                                        |  |
| 12:00      | Rapport                                                                              |       |                |                                                                        |  |

2e journée
| 16 octobre | Bulgarie                 | 2 – 2 | Tchécoslovaquie             | Stade Jalisco, Guadalajara Affluence = Arbitre = Abel Aguilar Elizalde (MEX) |  |
| 12:00      | Georgiev 44e · Jekov 77e |       | Jarabinsky 25e · Petráš 42e |                                                                              |  |
| 12:00      | Rapport                  |       |                             |                                                                              |  |

| 16 octobre | Guatemala                                        | 4 – 1 | Thaïlande (en)           | Estadio Nou Camp, León Affluence = Arbitre = Jean-Louis Faber (GUI) |  |
| 12:00      | N. Melgar 23e 85e · Roldán 55e · Lopez Oliva 67e |       | Udomsilp Sornbutnark 44e |                                                                     |  |
| 12:00      | Rapport                                          |       |                          |                                                                     |  |

3e journée
| 18 octobre | Bulgarie                  | 2 – 1 | Guatemala       | Estadio Nou Camp, León Affluence = Arbitre = Raul Osorio (MEX) |  |
| 12:00      | Nikodimov 50e · Jekov 84e |       | Lopez Oliva 88e |                                                                |  |
| 12:00      | Rapport                   |       |                 |                                                                |  |

| 18 octobre | Tchécoslovaquie                                                             | 8 – 0 | Thaïlande (en) | Stade Jalisco, Guadalajara Affluence = Arbitre = Felipe Buergo Elcuaz (MEX) |  |
| 12:00      | Herbst 12e · Petráš 17e 18e 67e · Stratil 28e 34e · Vecerek 38e · Krnac 83e |       |                |                                                                             |  |
| 12:00      | Rapport                                                                     |       |                |                                                                             |  |

## Tableau final
|  | Quarts de finale         | Quarts de finale         |                     |                     | Demi-finales           | Demi-finales           |   |  | Finale              | Finale              |
|  | Quarts de finale         | Quarts de finale         |                     |                     | Demi-finales           | Demi-finales           |   |  | Finale              | Finale              |
|  |                          |                          |                     |                     |                        |                        |   |  |                     |                     |
|  | 20 octobre - Guadalajara | 20 octobre - Guadalajara |                     |                     | 22 octobre - Mexico    | 22 octobre - Mexico    |   |  | 26 octobre - Mexico | 26 octobre - Mexico |
|  | 20 octobre - Guadalajara | 20 octobre - Guadalajara |                     |                     | 22 octobre - Mexico    | 22 octobre - Mexico    |   |  | 26 octobre - Mexico | 26 octobre - Mexico |
|  | Hongrie                  | 1                        |                     |                     | 22 octobre - Mexico    | 22 octobre - Mexico    |   |  | 26 octobre - Mexico | 26 octobre - Mexico |
|  | Hongrie                  | 1                        |                     |                     | 22 octobre - Mexico    | 22 octobre - Mexico    |   |  | 26 octobre - Mexico | 26 octobre - Mexico |
|  | Guatemala                | 0                        |                     |                     | 22 octobre - Mexico    | 22 octobre - Mexico    |   |  | 26 octobre - Mexico | 26 octobre - Mexico |
|  | Guatemala                | 0                        | Hongrie             | 5                   |                        |                        |   |  | 26 octobre - Mexico | 26 octobre - Mexico |
|  | 20 octobre - Mexico      |                          | Hongrie             | 5                   |                        |                        |   |  | 26 octobre - Mexico | 26 octobre - Mexico |
|  |                          | Japon                    | 0                   |                     |                        |                        |   |  | 26 octobre - Mexico | 26 octobre - Mexico |
|  | Japon                    | Japon                    | 0                   | 3                   |                        |                        |   |  | 26 octobre - Mexico | 26 octobre - Mexico |
|  | Japon                    |                          |                     | 3                   |                        |                        |   |  | 26 octobre - Mexico | 26 octobre - Mexico |
|  | France                   | 1                        |                     |                     |                        |                        |   |  | 26 octobre - Mexico | 26 octobre - Mexico |
|  | France                   | 1                        | Hongrie             | 4                   |                        |                        |   |  |                     |                     |
|  | 20 octobre - Leon        |                          | Hongrie             | 4                   |                        |                        |   |  |                     |                     |
|  |                          | Bulgarie                 | 1                   |                     |                        |                        |   |  |                     |                     |
|  | Bulgarie                 | Bulgarie                 | 1                   | 1 ap (*)            |                        |                        |   |  |                     |                     |
|  | Bulgarie                 | 22 octobre - Guadalajara |                     | 1 ap (*)            |                        |                        |   |  |                     |                     |
|  | Israël                   | 1                        |                     |                     |                        |                        |   |  |                     |                     |
|  | Israël                   | 1                        | Bulgarie            | 3                   |                        |                        |   |  |                     |                     |
|  | 20 octobre - Puebla      | 20 octobre - Puebla      | Bulgarie            | 3                   | Match pour la 3e place | Match pour la 3e place |   |  |                     |                     |
|  | 20 octobre - Puebla      | 20 octobre - Puebla      |                     | Mexique             | Match pour la 3e place | Match pour la 3e place | 2 |  |                     |                     |
|  | Mexique                  | 2                        | 24 octobre - Mexico | 24 octobre - Mexico |                        |                        | 2 |  |                     |                     |
|  | Mexique                  | 2                        | 24 octobre - Mexico | 24 octobre - Mexico |                        |                        |   |  |                     |                     |
|  | Espagne                  | 0                        |                     | Japon               | 2                      |                        |   |  |                     |                     |
|  | Espagne                  | 0                        |                     | Japon               | 2                      |                        |   |  |                     |                     |
|  |                          |                          |                     |                     |                        |                        |   |  | Mexique             | 0                   |
|  |                          |                          |                     |                     |                        |                        |   |  | Mexique             | 0                   |

(*) : Bulgarie qualifiée après tirage au sort 

### Quarts de finale
| 20 octobre | Mexique                  | 2 – 0 | Espagne | Estadio Cuauhtémoc, Puebla Affluence = Arbitre = Milivoje Gugulović (YUG) |  |
| 12:00      | Morales 34e · Pereda 48e |       |         |                                                                           |  |
| 12:00      | Rapport                  |       |         |                                                                           |  |

| 20 octobre | Hongrie   | 1 – 0 | Guatemala | Stade Jalisco, Guadalajara Affluence = Arbitre = Arturo Yamasaki (PER) |  |
| 12:00      | Szűcs 69e |       |           |                                                                        |  |
| 12:00      | Rapport   |       |           |                                                                        |  |

| 20 octobre | Japon                           | 3 – 1 | France         | Stade Azteca, Mexico Affluence = Arbitre = Seyoum Tarekegn (ETH) |  |
| 12:00      | Kamamoto 27e 59e · Watanabe 70e |       | Teamboueon 32e |                                                                  |  |
| 12:00      | Rapport                         |       |                |                                                                  |  |

| 20 octobre | Bulgarie      | 1 – 1 a. p. (*) | Israël         | Estadio Nou Camp, León Affluence = Arbitre = Michel Kitabdjian (FRA) |  |
| 12:00      | Hristakiev 5e |                 | Feigenbaum 89e |                                                                      |  |
| 12:00      | Rapport       |                 |                |                                                                      |  |

(*) Bulgarie qualifiée après tirage au sort

### Demi-finales
| 22 octobre | Mexique                            | 2 – 3 | Bulgarie                                | Stade Jalisco, Guadalajara Affluence = Arbitre = Seyoum Tarekegn (ETH) |  |
| 12:00      | Morales 39e · Pulido Rodríguez 48e |       | Jekov 8e · Mikhaïlov 9e · Veselinov 58e |                                                                        |  |
| 12:00      | Rapport                            |       |                                         |                                                                        |  |

| 22 octobre | Hongrie                           | 5 – 0 | Japon | Stade Azteca, Mexico Affluence = Arbitre = Romualdo Arppi Filho (BRA) |  |
| 12:00      | Szűcs 30e 60e 75e · Novák 53e 65e |       |       |                                                                       |  |
| 12:00      | Rapport                           |       |       |                                                                       |  |

### Match pour la médaille de bronze
| 24 octobre | Japon            | 2 – 0 | Mexique | Stade Azteca, Mexico Affluence = 105,000 Arbitre = Abraham Klein (ISR) |  |
| 12:00      | Kamamoto 20e 40e |       |         |                                                                        |  |
| 12:00      | Rapport          |       |         |                                                                        |  |

### Finale
| 26 octobre | Hongrie                                     | 4 – 1 | Bulgarie      | Stade Azteca, Mexico Affluence = 75,000 Arbitre = Diego De Leo (MEX) |  |
| 12:00      | Menczel 40e · A. Dunai 41e 49e · Juhász 62e |       | Veselinov 20e |                                                                      |  |
| 12:00      | Rapport                                     |       |               |                                                                      |  |